# Iron Beam

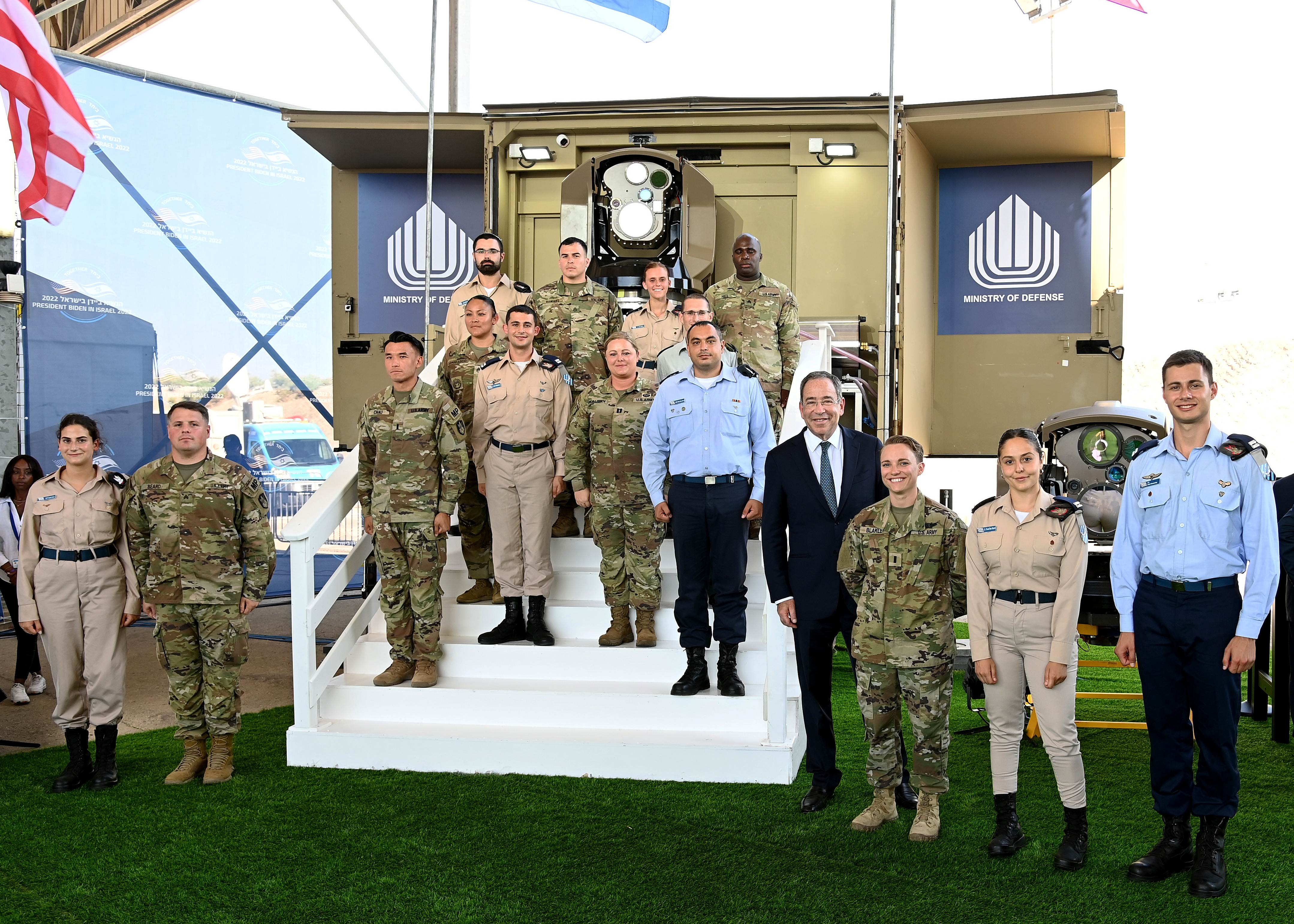
Amerikaans ambassadeur in Israël Thomas R. Nides met mensen van het Israëlisch Defensieleger en het United States Department of Defense op 13 juli 2022 voor een Iron Beam op Luchthaven Ben-Gurion

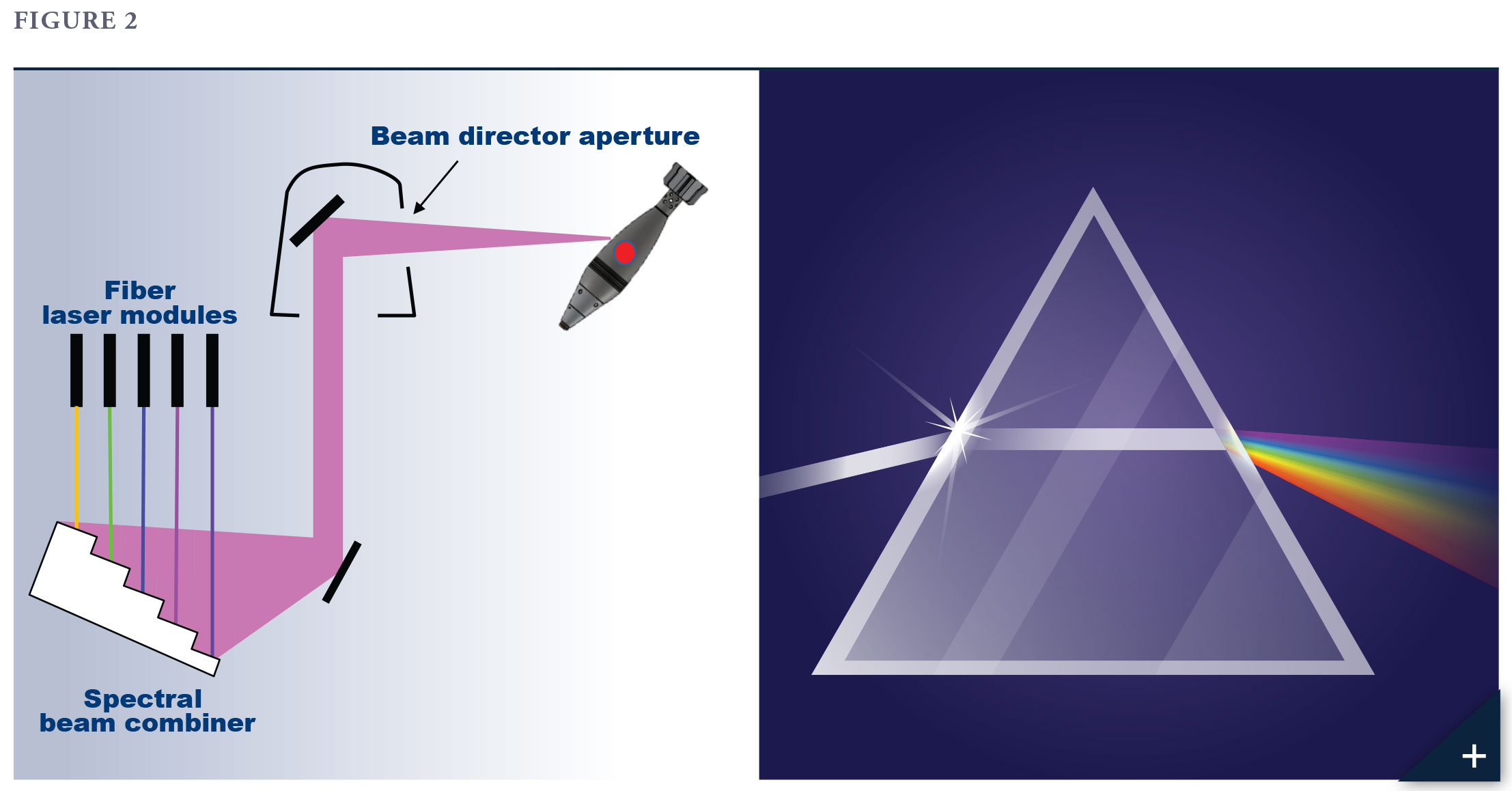
Principe: een diffractierooster combineert 5 glasvezellasers van licht verschillende golflengten en de spiegels richten op het doelwit.

Iron Beam (Hebreeuws: מגן אור) is een Israëlisch straalwapen voor luchtafweer tegen raketten en onbemande luchtvaartuigen als aanvulling op de IJzeren Koepel.

## Eigenschappen
Iron Beam gebruikte in 2023 twee glasvezellasers van samen 100 kW vermogen.
Iron Beam kan raketten, onbemande luchtvaartuigen, mortiergranaten en artilleriegranaten vernietigen in 4 seconden.
Het systeem focust ter grootte van een muntstuk op 10 km afstand en brandt zo een gat in het doelwit.

## Voordelen
- Lagere veranderlijke kost per doelwit: kost minder dan het doelwit, terwijl een luchtdoelraket soms meer kost dan het doelwit.
- Onbeperkt aantal doelwitten, niet beperkt door de voorraad luchtdoelraketten.
- Geen nevenschade van neerstortende brokstukken van de luchtdoelraket.
- Fotonen vliegen aan lichtsnelheid, het doelwit heeft geen tijd voor ontwijkende manoeuvres.

## Nadelen
- Heeft helder weer nodig, geen mist of regen.[6][7]
- Werkt niet tegen een doelwit dat om zijn as draait zoals een artilleriegranaat uit een getrokken loop.
- Werkt niet tegen een doelwit met een weerkaatsende of hittebestendige buitenkant.
- Werkt op beperkte afstand: 10 km.

## Geschiedenis
Op 18 juli 1996 kwamen de Verenigde Staten en Israël overeen om samen de Tactical High Energy Laser (THEL) te ontwikkelen met een deuterium fluoride laser met golflengte 3,8 μm in het infrarood. 
In 2000 en 2001 schoot THEL 28 Katjoesja raketten neer en vijf mortiergranaten.
Op 4 november 2002 schoot THEL een aanvliegende artilleriegranaat neer.
In 2005 schrapten de Verenigde Staten en Israël THEL nadat de kost $300 miljoen had overschreden.
In 2007 verzocht Ehud Barak om het opvolgend project Skyguard te ontwikkelen als verdediging tegen Qassam-raketten.
Op 11 februari 2014 werd de Iron Beam getoond op de Singapore Airshow.

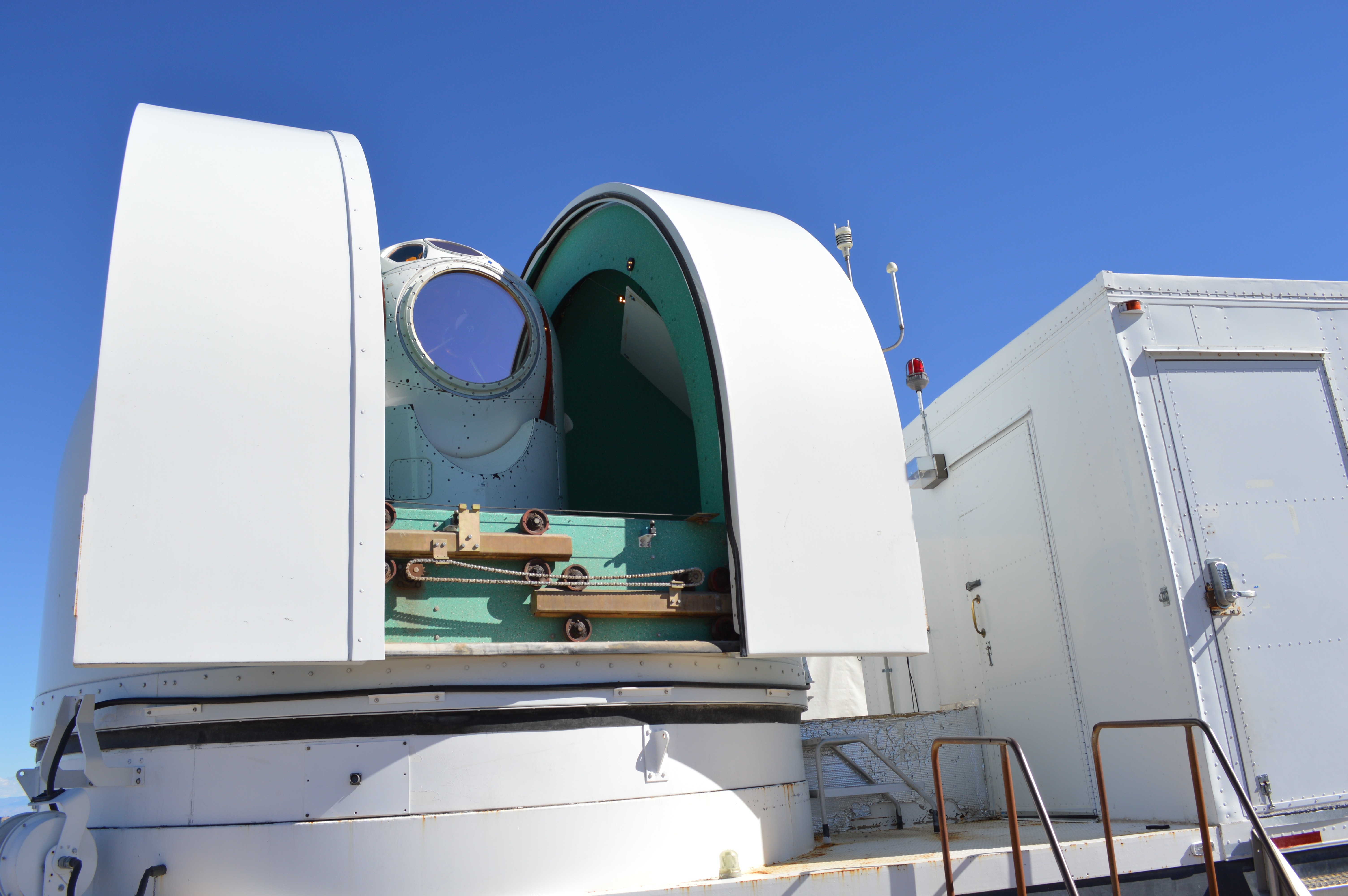
Het prototype op 25 januari 2017 op de White Sands Missile Range

Op 25 januari 2017 werkte een prototype.
Premier Naftali Bennett zei in februari 2022 dat Israël het systeem binnen het jaar in dienst zou nemen uit vrees voor een luchtaanval met een zwerm die de IJzeren Koepel zou overbelasten.

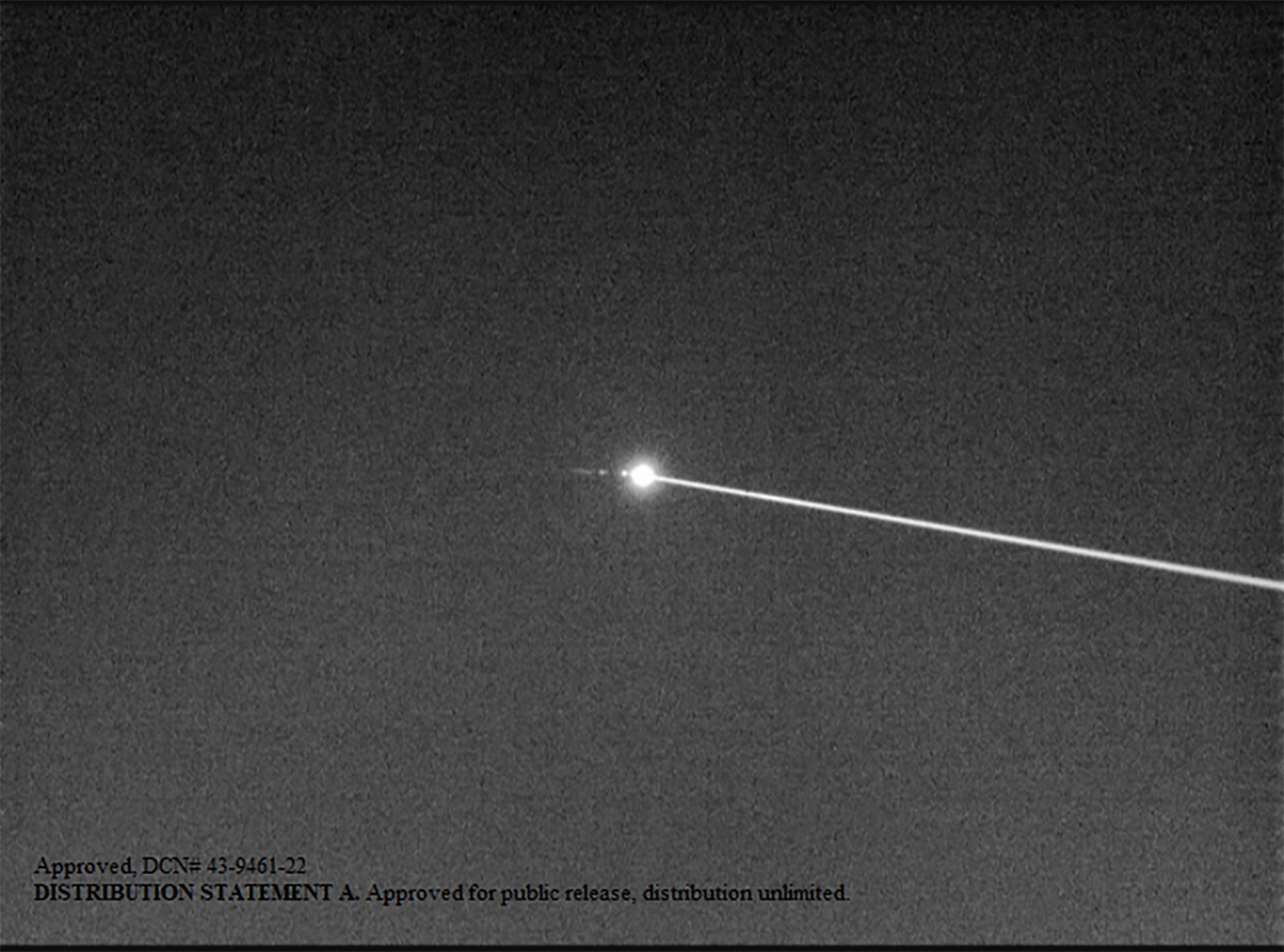
Iron Beam schiet een onbemand luchtvaartuig neer op 13 april 2022 op de White Sands Missile Range.

In april 2022 schoot het systeem onbemande luchtvaartuigen, raketten, mortiergranaten en antitankraketten neer op de White Sands Missile Range.
In oktober 2022 zei Rafael Advanced Defense Systems dat ze twee tot drie jaar nodig hadden voor de 100 kW versie.
In december 2022 kondigden Rafael Advanced Defense Systems en Lockheed Martin ontwikkeling aan van een systeem met twee vastestoflasers van samen 300 kW en met meerdere laserbundels om meerdere doelwitten tegelijk te vernietigen.
In 2023 kon het 100 kW focussen ter grootte van een muntstuk op 10 km afstand.
In mei 2023 toonde Rafael Advanced Defense Systems een marine versie van 100 kW om korvetten van de Reshef-klasse van de Israëlische marine op kilometers afstand te beschermen tegen onbemande luchtvaartuigen of antischeepsraketten.
In oktober 2023 stelden het Ministerie van Defensie en Rafael Advanced Defense Systems de Iron Beam op bij de zuidelijke grens met de Gazastrook om raketten van Hamas te onderscheppen tijdens de Oorlog Hamas-Israël.
In 2024 was het nieuw Iron Beam project met vastestoflasers in ontwikkeling bij Rafael Advanced Defense Systems en Lockheed Martin.
In januari 2024 verklaarde kolonel Nir Weingold, hoofd van het Israëlische Directorate of Defence Research & Development (Maf'at, מפא"ת) dat de Iron Beam deel wordt van de IJzeren Koepel, waarbij de IJzeren Koepel beslist om ofwel de Iron Beam ofwel een luchtdoelraket in te zetten tegen een doelwit.
In oktober 2024 werd een kleinere versie "Lite Beam" van 7,5 kW voorgesteld, die vanaf een licht voertuig onbemande luchtvaartuigen, raketten, mortiergranaten en bermbommen kan vernietigen op 2 km afstand.